# 田島宏
田島 宏（たじま ひろし、1923年8月7日 - 2004年2月4日）は、日本のフランス語学者。

## 経歴
東京浅草生まれ。東京外事専門学校卒、1949年京都帝国大学文学部仏文科卒。1951年東京大学大学院（旧制）修了、東京外国語大学講師、助教授、教授。84年定年退官、名誉教授、明治大学教授。1985-89年日本フランス語フランス文学会会長。2000年、勲三等旭日中綬章受章。墓所は多磨霊園。

## 著書
- 『初歩のフランス語』昇竜堂出版 1966

### 共編著
- 『最新フランス語入試問題集』川本茂雄共編 大学書林 1959
- 『現代フランス語のできるまで フランス語小史』家島光一郎,川村克己共著 白水社 1962
- 『バルバラ 中級フランス語』大川克夫,三木治,三宅徳嘉,高塚洋太郎,小方厚彦共著 第三書房 1962
- 『話されるフランス語 練習問題篇』小林正共編 第三書房 1963
- 『基本フランス語文法』土居寛之共著 昇龍堂出版 1968
- 『スタンダード佛和辞典』共編 大修館書店 1976、編者代表は鈴木信太郎

渡辺一夫、中平解、家島光一郎、武者小路実光、朝倉季雄、三宅徳嘉、松下和則が編集
増訂版は、石井晴一、井村順一、朝比奈誼、鈴木康司、富永明夫、福井芳男、松原秀治、伊藤晃が参加
- 『基礎フランス語入門』安田悦子共著 三修社 1977
- 『フランス語教室』窪川英水共著 昇龍堂出版 1977
- 『フランス語をつかって… 』古石篤子共著 朝日出版社 1983
- 『コレクション・フランス語 1(入門)』編 曽我祐典,中井珠子,小石悟,中川努,古石篤子共著　白水社 1988
- 『コレクション・フランス語 2(初級)』編 古石篤子,小石悟,中井珠子,中川努,曽我祐典共著　白水社 1989
- 『ふたりのヴァカンス』佐野敦至共著 芸林書房 1989
- 『コレクション・フランス語 3(文法)』編 西村牧夫,曽我祐典共著　白水社 1990
- 『コレクション・フランス語 4(話す)』編 中川努,中井珠子,古石篤子,東浦弘樹,曽我祐典,小石悟共著　白水社 1991
- 『コレクション・フランス語 5(読む)』編 恒川邦夫著　白水社 1992
- 『フランス語グラメール』安田悦子共著 三修社 1993
- 『コレクション・フランス語 6(聞く)』編 中井珠子,大木充,古石篤子共著　白水社 1994
- 『コレクション・フランス語 7(書く)』編 原田早苗,水林章,萩原芳子共著 白水社 1996
- 『コレクション・フランス語 8(語彙)』編 鳥居正文,金子美都子共著　白水社 1997

### 翻訳
- ヴァルター・フォン・ヴァルトブルグ『フランス語の進化と構造』高塚洋太郎,小方厚彦,矢島猷三共訳 白水社 1976
- カトリーヌ・フックス,ピエール・ル・ゴフィック『現代言語学の諸問題』渡瀬嘉朗共監修 小石悟,敦賀陽一郎,中川努,六鹿豊, 佐野敦至,鳥居正文,練尾毅訳 三修社 1983
- A・J・グレマス『構造意味論 方法の探究』鳥居正文共訳 紀伊国屋書店 1988